# Outsider (Three Days Grace)
Outsider è il sesto album in studio del gruppo musicale canadese Three Days Grace, pubblicato il 9 marzo 2018 dalla RCA Records.

## Singoli
Il gruppo pubblicò il primo singolo con due tracce promozionali per supportare l'uscita dell'album. The Mountain è stato pubblicato come primo singolo il 25 gennaio 2018.

## Tracce
1. Right Left Wrong – 3:56
2. The Mountain – 3:18
3. I Am an Outsider – 2:42
4. Infra-Red – 3:50
5. Nothing to Lose but You – 2:52
6. Me Against You – 3:29
7. Love Me or Leave Me – 3:04
8. Strange Days – 3:10
9. Villain I'm Not – 2:55
10. Chasing the First Time – 2:55
11. The New Real – 3:00
12. The Abyss – 4:09

## Formazione
Gruppo
- Matt Walst – voce
- Barry Stock – chitarra
- Brad Walst – basso, cori
- Neil Sanderson – batteria, tastiera, cori